# Lijst van burgemeesters van Gasselte
Dit is een lijst van burgemeesters van de voormalige Nederlandse gemeente Gasselte in de provincie Drenthe tot 1 januari 1998. Op deze datum werden de voormalige gemeenten Anloo, Gasselte, Gieten en Rolde samengevoegd tot de nieuwe gemeente Aa en Hunze.
| Ambtsperiode | Naam burgemeester                | Partij of stroming | Bijzonderheden               |
| ------------ | -------------------------------- | ------------------ | ---------------------------- |
| 1811 - 1841  | Jan Alingh                       |                    | [ 1 ]                        |
| 1841 - 1849  | Hinderikus Braams                |                    |                              |
| 1849 - 1853  | Teunis Braams                    |                    |                              |
| 1853 - 1889  | Jan Boelken Bakker               |                    |                              |
| 1889 - 1904  | Albertus Thimotheusz. Huges      |                    |                              |
| 1904 - 1908  | Jan Huges                        |                    |                              |
| 1908 - 1920  | Jakob Adams                      |                    |                              |
| 1920 - 1926  | Harm Huges                       |                    |                              |
| 1927 - 1938  | Johan van Roijen                 |                    |                              |
| 1938 - 1946  | Karel Hendrik Gaarlandt          | partijloos         | [ 2 ] [ 3 ]                  |
| 1944 - 1945  | Jan Eildert Tuin                 | NSB                | [ 4 ]                        |
| 1946 - 1958  | Hendrik Sikkens                  | PvdA               |                              |
| 1958 - 1969  | mr. Gijsbert Johan (John) te Loo | PvdA               | werd burgemeester van Borger |
| 1969 - 1974  | Cor de Vries                     | PvdA               |                              |
| 1975 - 1984  | Herman B. Reinders               | PvdA               |                              |
| 1984 - 1991  | Gerd E. W. Prick                 | PvdA               |                              |
| 1991 - 1995  | mr. Willem C. Vierhout           | PvdA               |                              |
| 1995 - 1997  | Marianne Hofstee-van Hoorn       | PvdA               | [ 5 ]                        |